# Jeff Kottkamp

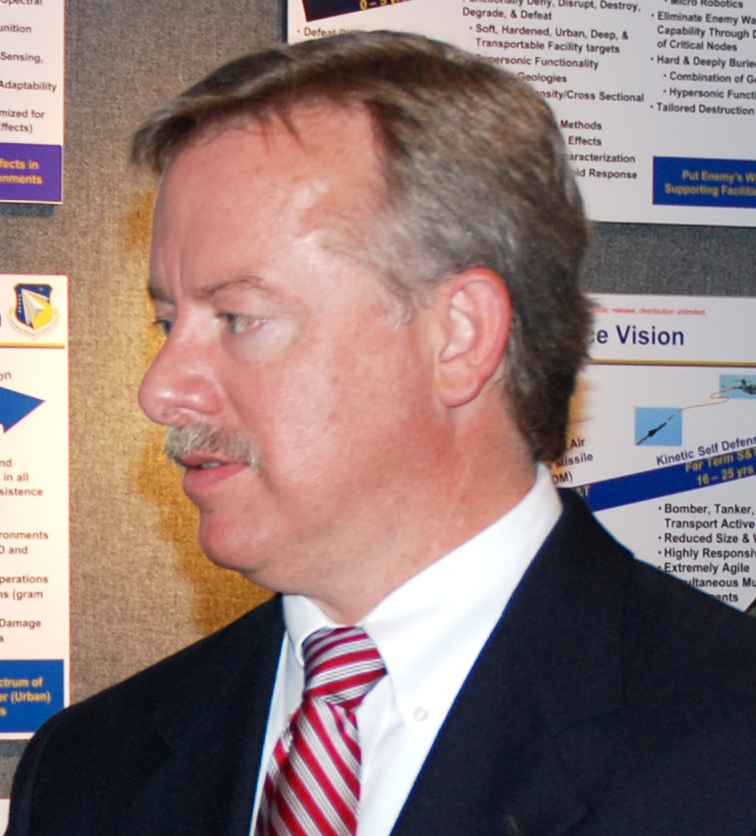
Jeff Kottkamp (2007)

Jeffrey „Jeff“ Kottkamp (* 12. November 1960 in Indianapolis, Indiana) ist ein US-amerikanischer Politiker. Zwischen 2007 und 2011 war er Vizegouverneur des Bundesstaates Florida.

## Werdegang
Seit 1977 ist Jeff Kottkamp in Florida ansässig. Im Jahr 1979 absolvierte er die North Fort Myers High School; danach war er am Edison Community College in Fort Myers. Anschließend studierte er bis 1984 politische Wissenschaften an der Florida State University. Nach einem Jurastudium an der University of Florida und seiner 1987 erfolgten Zulassung als Rechtsanwalt begann er in diesem Beruf zu arbeiten. Politisch schloss er sich der Republikanischen Partei an. Zwischen 2000 und 2006 saß er im Repräsentantenhaus von Florida. Dort war er unter anderem zeitweise Vorsitzender des Justizausschusses.
2006 wurde Kottkamp an der Seite von Charlie Crist zum Vizegouverneur von Florida gewählt. Dieses Amt bekleidete er zwischen 2007 und 2011. Dabei war er Stellvertreter des Gouverneurs. Außerdem war er gleichzeitig Vorstandsvorsitzender der staatlichen Behörde Space Florida und Leiter der Jugend- und Adoptionsbehörde seines Staates. Im Jahr 2008 musste er für einige Zeit den erkrankten Gouverneur vertreten.
Nach dem Ende seiner Zeit als Vizegouverneur praktiziert Jeffrey Kottkamp wieder als Rechtsanwalt. Im Jahr 2010 kandidierte er bei der republikanischen Primary erfolglos für das Amt des Attorney General seines Staates. Mit seiner Frau Cyndie hat er einen Sohn.